# Ковила Лессінга
{{#ifeq:0|0|{{#if:|{{#if:Stipalessingiana|[[]}}|}}}}
Ковила́ Л́ессинґа (Stipa lessingiana) — багаторічна рослина родини тонконогових, один з найтиповіших злаків українських степів. Занесена до Червоної книги України, Червоного списку Міжнародного союзу охорони природи. Формація ковили Лессинга занесена до Зеленої книги України.

## Опис
Трав'яниста рослина 25-70 см заввишки. Утворює щільні дернини. Стебла численні, голі, піхви листків довші за міжвузля. Листки щетиноподібні, згорнуті, діаметром 0,3-0,6 мм, зовні шорсткі від щетинистих волосків або горбиків. Суцвіття — вузька, стиснута, нещільна волоть 6-20 см завдовжки. Колоскові луски довгасто загострені. Остюк 13-26 см завдовжки, до другого коліна голий, гладенький, вище — пірчастий з волосками до 3 мм завдовжки. Нижня квіткова луска густоопушена, з вінцем волосків під остюком.

## Поширення
Вид поширений у степовій зоні Євразії — від Трансильванського плато на заході до Алтаю, Тарбагатаю і Тянь-Шаню на сході. На півдні ареал охоплює Малу Азію, північ Ірану та гірські райони Середньої Азії. В Україні найбільша щільність популяцій спостерігається у степових зонах, включаючи Гірський Крим, в меншій кількості ковила Лессинґа зростає на півдні лісостепової зони.

## Екологія

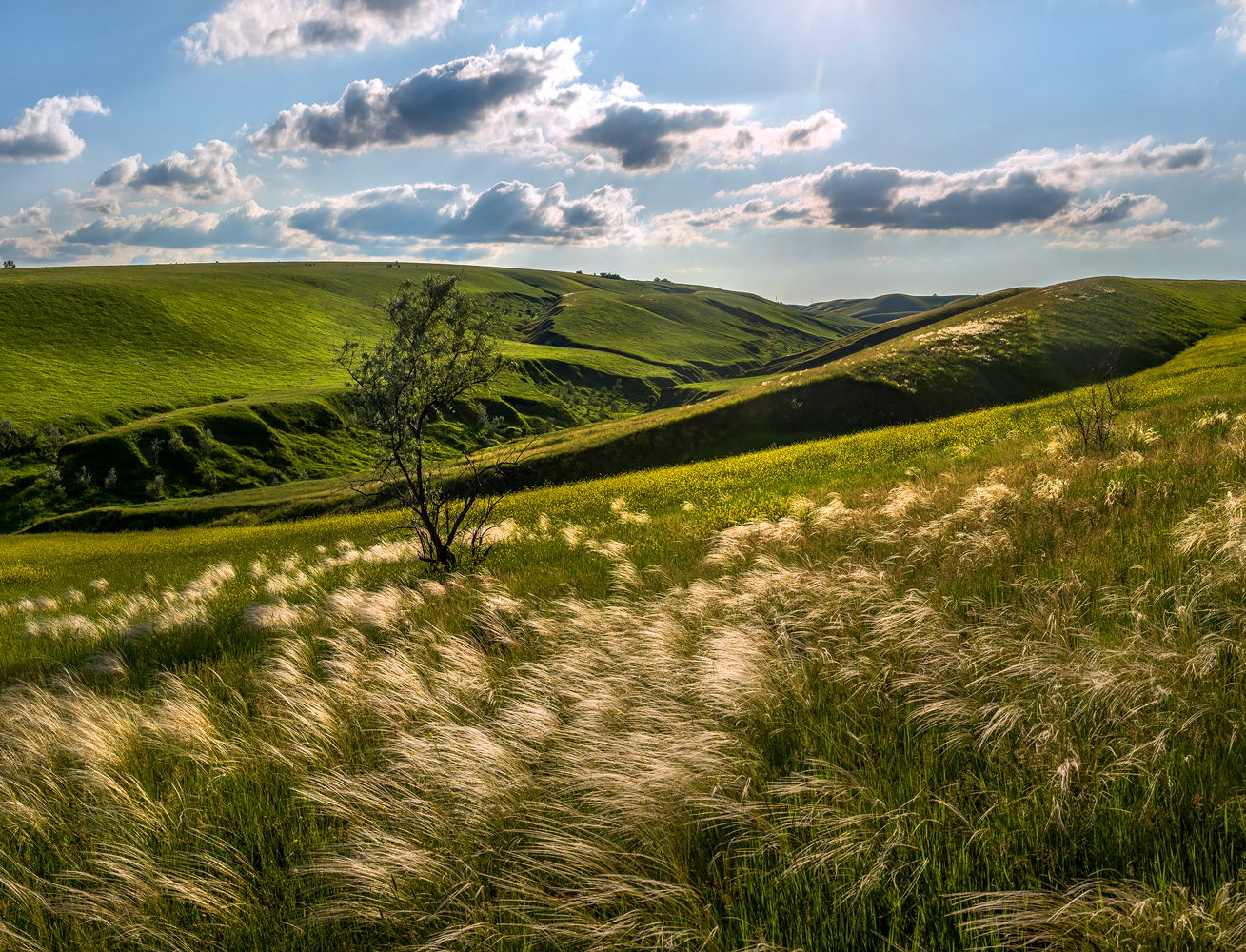
Ковила Лессинґа квітне на схилі балки Второй Лог (Росія).

Посухостійка і дуже світлолюбна рослина, помірно стійка до поїдання худобою. Віддає перевагу ґрунтам з достатнім вмістом кальцію. Типові місця зростання ковили Лессинґа — це схили річкових долин, балок, узбережжя лиманів, відслонення кам'янистих порід. У минулому цей вид визначав фізіономічність ландшафтів справжніх та південних степів на звичайних і південних чорноземах, а також на каштанових і малопотужних кам'янистих ґрунтах. На південній межі ареалу може траплятися навіть у напівпустелях, в горах підіймається до висоти 3000 м над рівнем моря.
Розмножується переважно насінням. Цвітіння відбувається у квітні — червні. Плодоносить у травні — липні.

## Значення і статус виду

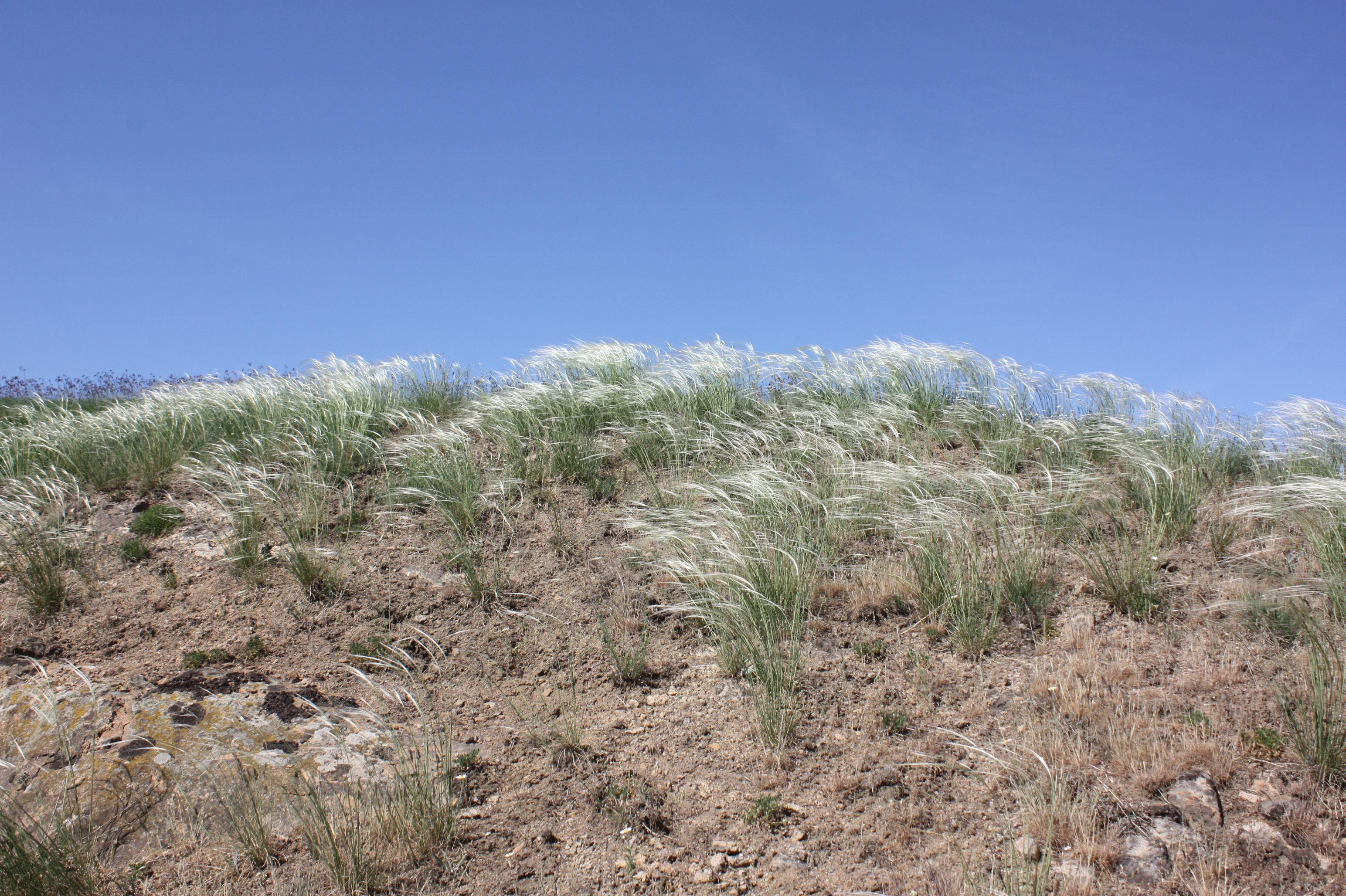
Угруповання ковили Лессинґа в Гренівському заказнику (Україна).

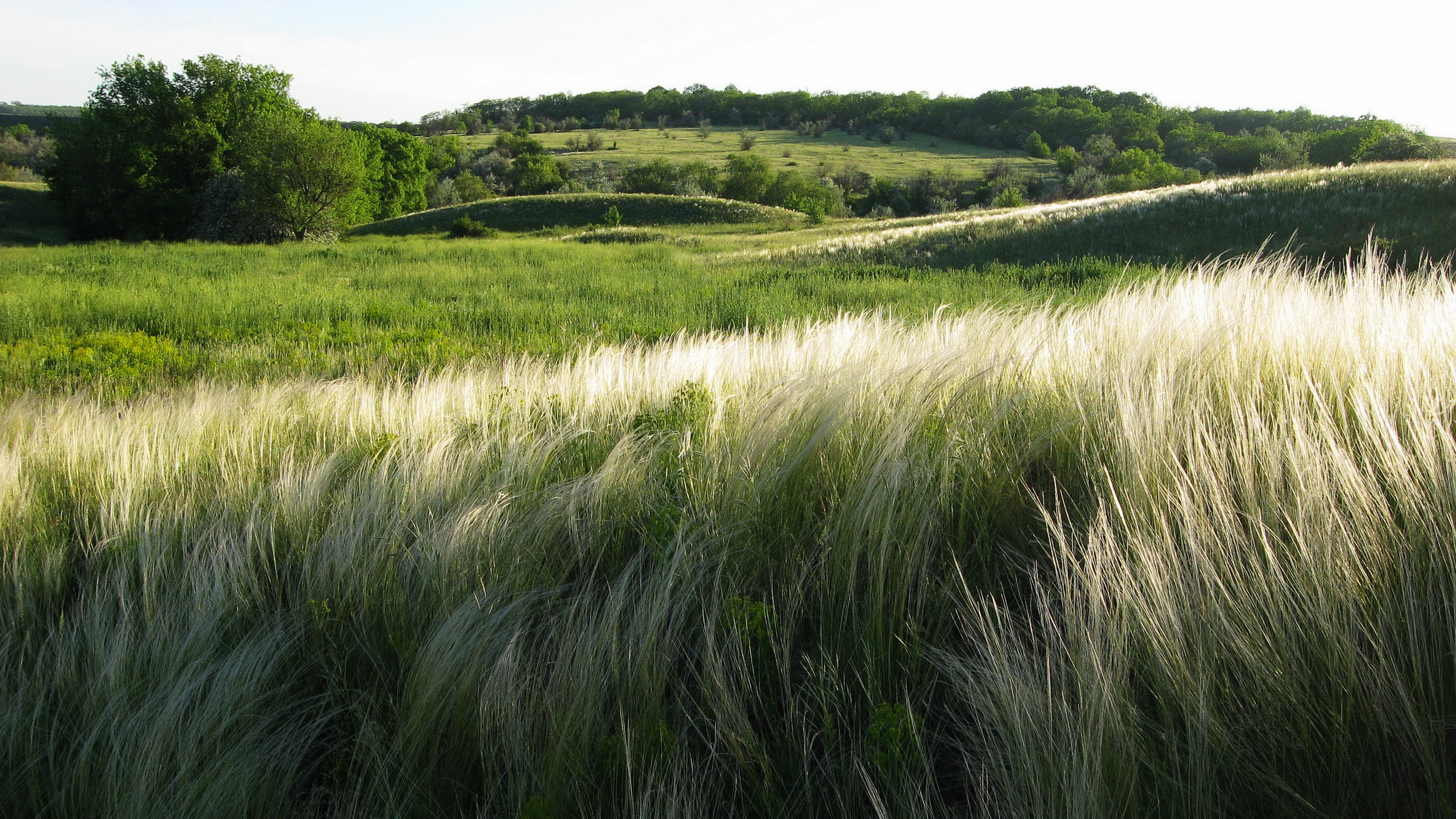
Формація ковили Лессінга. Запорізьке Правобережжя

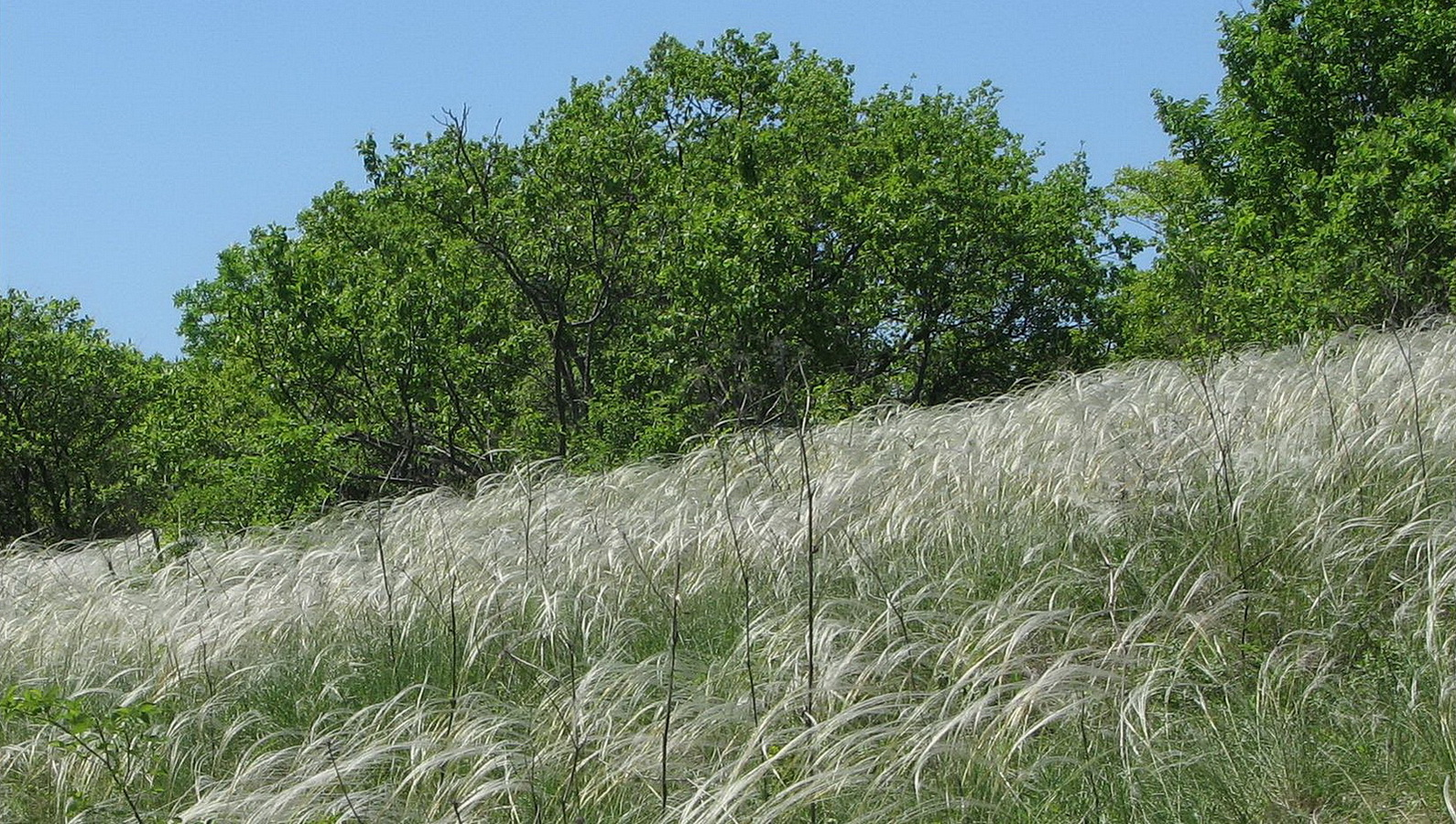
Ковиловий степ на фоні байраку. НПП "Великий Луг"

Як один з найпоширеніших злаків є ценозоформуючою рослиною у типчаково-ковилових (справжніх) і полиново-типчакових (південних) степах. Крім того, її щільні дернини скріплюють ґрунт, отже ковилу Лессинґа можна розглядати і як протиерозійну культуру. Поживна цінність надземних частин невисока, втім за помірного випасу цей вид може слугувати додатковим джерелом корму для худоби. При експлуатації пасовищ, порослих ковилою Лессинґа, потрібно враховувати, що вона погано відновлюється після сінокосу та поїдання тваринами.
В Україні ця рослина охороняється у наступних заповідниках і національних парках: Луганському, Українському степовому, Опуцькому, Казантипському, Азово-Сиваському, Дніпровсько-Орільському, «Асканія-Нова», «Єланецький степ», «Святі Гори», НПП "Великий Луг", а також у заказниках загальнодержавного значення Комарівщина, Бандарському, Гренівському, на теренах пам'яток природи загальнодержавного значення «Урочище Пристіни», «Ак-Кая» та «Каратау». Вирощується у Донецькому і Криворізькому ботанічних садах.
Для збільшення популяцій необхідно контролювати їх стан, запобігати оранці земель, весняним палам і надмірному випасанню худоби.

## Синоніми
- Stipa brauneri (Pacz.) Klokov
- Stipa cyllenaea Strid
- Stipa lessingiana subsp. brauneri Pacz.
- Stipa lessingiana var. brauneri (Pacz.) Roshev.
- Stipa lessingiana subsp. cyllenaea (Strid) Strid
- Stipa lessingiana var. zeberbaueri Hack.
- Stipa pennata var. lessingiana (Trin. & Rupr.) Richt.[2]